# Rębusz

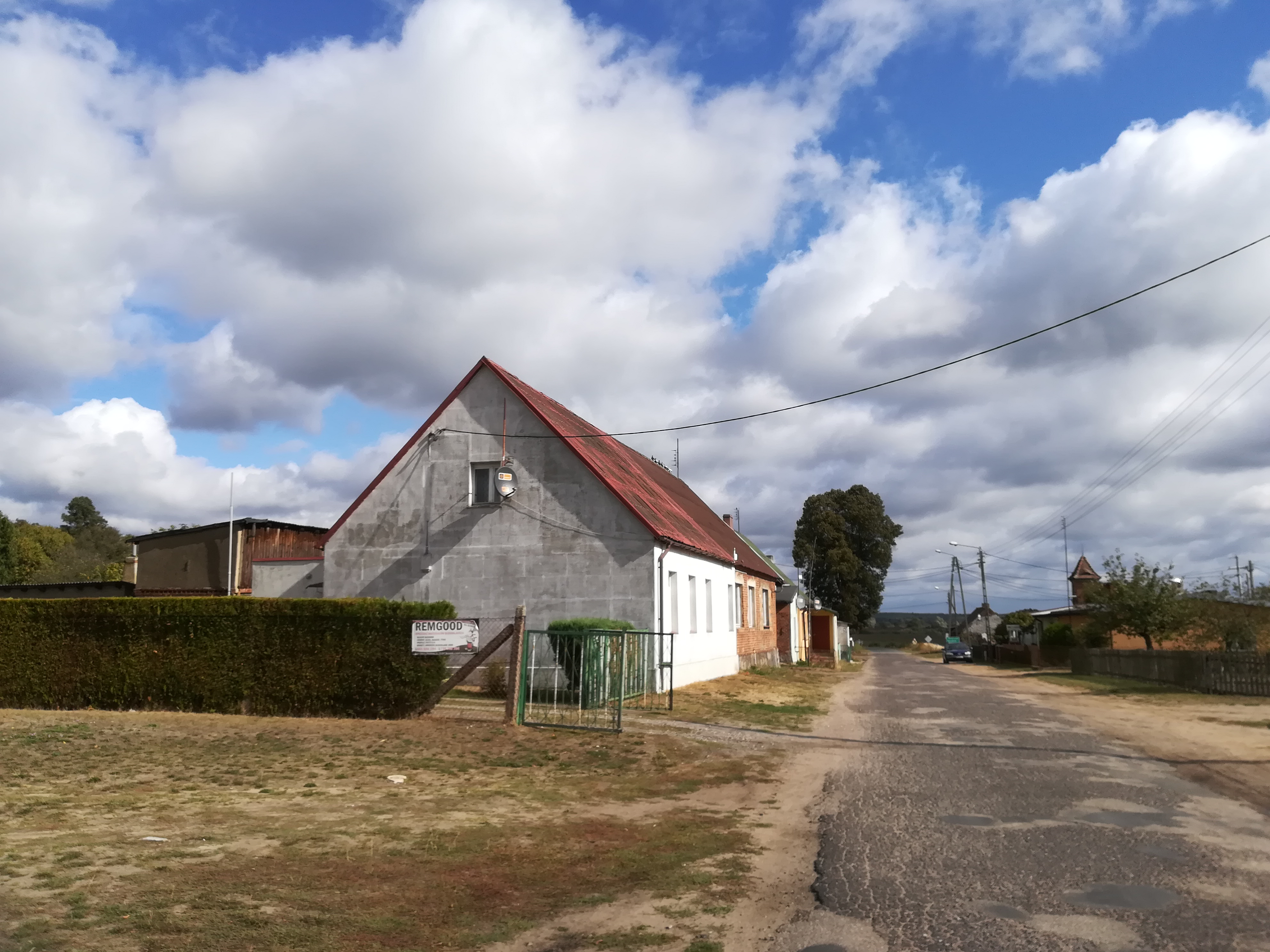
Rębusz (2018)

Rębusz (deutsch Augustwalde) ist ein Dorf in  der Landgemeinde Gmina Krzęcin im Powiat Choszczeński (Arnswalder Distrikt) der polnischen Woiwodschaft Westpommern.

## Geographische Lage
Rębusz (Augustwalde) liegt in der Neumark, etwa 18 Kilometer südöstlich der Stadt Arnswalde (Choszczno) und 15 Kilometer nordwestlich der Stadt Woldenberg (Dobiegniew).

## Geschichte

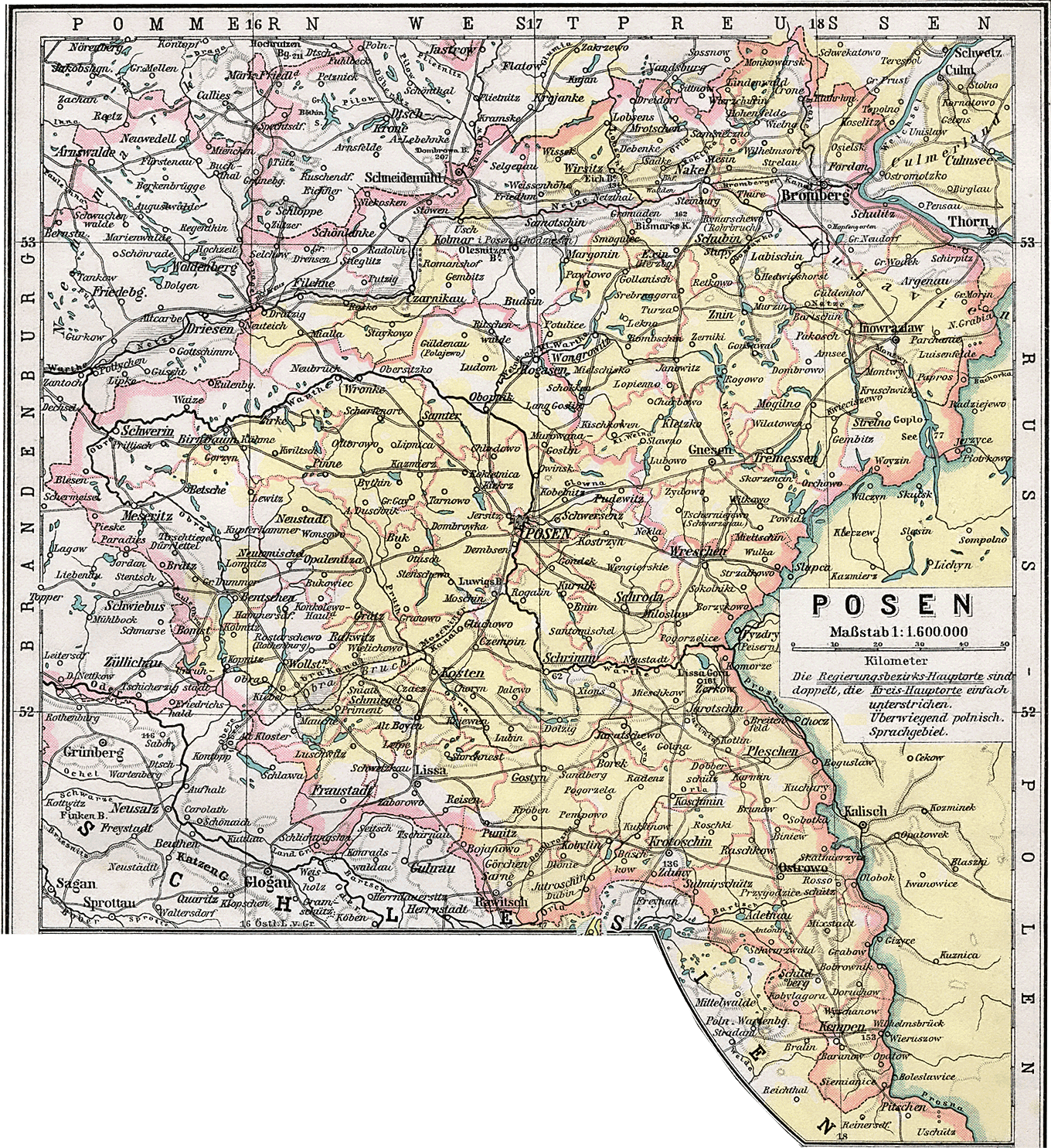
Augustwalde nordwestlich der Stadt Posen und auf halbem Wege zwischen den beiden Städten Arnswalde und Woldenberg auf einer Landkarte der Provinz Posen von 1905 (gelb markierte Flächen kennzeichnen Gebiete mit seinerzeit mehrheitlich polnischsprachiger Bevölkerung).

Das Dorf Augustwalde war 1789 und bis ins zweite Jahrzehnt des 19. Jahrhunderts von dem Oberförster Schmidt gegründet worden.  Durch Zukauf angrenzender Areale baute er seinen Besitz zu einem Gutsbetrieb aus, den er 1819 für 12.000 Reichstaler veräußerte. Im Jahr 1823 kaufte der Geodät Ferdinand Boeck das Freigut für 9.000 Reichstaler auf und erweiterte es durch Zukauf weiterer Grundstücke.
Augustwalde hatte einen für die Region wichtigen Bahnhof an der Eisenbahn-Strecke Stargard–Posen.
Bis 1945 gehörte das Dorf zum Landkreis Arnswalde, von 1816 bis 1939 zum Regierungsbezirk Frankfurt der preußischen Provinz Brandenburg, von 1939 bis 1945 im Regierungsbezirk Grenzmark Posen-Westpreußen der Provinz Pommern. Mit den Gemeinden Kranzin  (polnisch: Krzęcin), Hitzdorf (Objezierze), Schwachenwalde (Chłopowo) und Sophienhof (Przybysław) bildete Augustwalde  den Amtsbezirk Schwachenwalde im Amtsgerichtsbereich Arnswalde (Choszczno).
Gegen Ende des Zweiten Weltkriegs wurde die Region im Frühjahr 1945 von der Roten Armee besetzt. Bald darauf wurde Augustwalde unter polnische Verwaltung gestellt. In der Folgezeit wurden die Dorfbewohner von der örtlichen polnischen Verwaltungsbehörde vertrieben und durch Polen ersetzt. Das deutsche Dorf Augustwalde wurde in Rębusz umbenannt.
Rębusz wurde in das Powiat Choszczeński der Woiwodschaft Westpommern (bis 1998 Woiwodschaft Gorzów) eingegliedert.

### Bevölkerungsentwicklung
| Jahr | Einwohner | Anmerkungen                          |
| ---- | --------- | ------------------------------------ |
| 1840 | 067       | [ 2 ]                                |
| 1858 | 105       | [ 1 ]                                |
| 1867 | 095       | [ 3 ]                                |
| 1871 | 092       | [ 3 ]                                |
| 1925 | 121       | darunter elf Katholiken, keine Juden |
| 1933 | 104       | [ 5 ]                                |
| 1939 | 103       | [ 5 ]                                |